# Estación de Wangen an der Aare
La estación de Wangen an der Aare es una estación ferroviaria de la comuna suiza de Wangen an der Aare, en el Cantón de Berna.

## Historia y situación
La estación de Wangen an der Aare fue inaugurada en el año 1876 con la puesta en servicio del tramo Olten - Soleura de la línea Olten - Lausana, también conocida como la línea del pie del Jura.
Se encuentra ubicada en el sureste del núcleo urbano de Wangen an der Aare. Cuenta con un andén central al que acceden dos vías pasantes, a las que hay que sumar otras dos vías pasantes y un par de vías muertas.
En términos ferroviarios, la estación se sitúa en la línea Olten - Lausana, que prosigue hacia Ginebra y la frontera francosuiza, conocida como la línea del pie del Jura. Sus dependencias ferroviarias colaterales son la estación de Niederbipp hacia Olten y la estación de Deitingen en dirección Lausana.

## Servicios ferroviarios
Los servicios ferroviarios de esta estación están prestados por SBB-CFF-FFS:

### Regional
- R Biel/Bienne - Soleura - Olten. Cuenta con trenes cada hora en ambos sentidos.
- R Olten - Soleura - Langendorf (- Oberdorf). Servicios cada hora entre Olten y Langendorf, siendo algunos trenes prolongados hasta Oberdorf.